# Армянська міська рада
Армя́нська міська́ ра́да (крим. Ermeni Bazar şeer şurası) — адміністративно-територіальна одиниця та орган місцевого самоврядування у складі Перекопського району Автономної Республіки Крим. Адміністративний центр — колишнє місто республіканського підпорядкування АР Крим — Армянськ.

## Загальні відомості
Армянська міська рада розташована на Перекопському перешийку, в північній частині півострова, що сполучає Крим з континентом. На півночі межує з Херсонською областю (Каланчацький район).
- Територія ради: 162 км²
- Населення ради: 26 867 осіб (станом на 2001 рік)

Офіційні мови: українська, кримськотатарська, російська.

## Адміністративний устрій
Міській раді підпорядковані:
- м. Армянськ
- Суворовська сільська рада
  - с. Суворове (Джулга)
  - с. Волошине (Кулла)
  - с. Перекоп (Ор Капи)

[У дужках вказані історичні, кримськотатарські назви сіл]

## Склад ради
Рада складається з 36 депутатів та голови.
- Голова ради: Демидов Валентин Валентинович
- Секретар ради: Нижник Ігор Іванович

### Керівний склад попередніх скликань
| Прізвище, ім'я, по батькові   | Основні відомості                                                       | Дата обрання | Дата звільнення |
| ----------------------------- | ----------------------------------------------------------------------- | ------------ | --------------- |
| Сєдов Володимир Костянтинович | Міський голова, 1944 року народження, безпартійний                      | 26.03.2006   | 26.01.2007      |
| Демидов Валентин Валентинович | Міський голова, 1976 року народження, член Партії регіонів              | 03.06.2007   | 31.10.2010      |
| Демідов Валентин Валентинович | Міський голова, 1976 року народження, освіта вища, член Партії регіонів | 31.10.2010   |                 |

Примітка: таблиця складена за даними сайту Верховної Ради України

## Населення
Розподіл населення за віком та статтю (2001)
| Стать | Всього | До 15 років | 15-24 | 25-44 | 45-64 | 65-85 | Понад 85 |
| --- | ------ | ----------- | ----- | ----- | ----- | ----- | -------- |
| Чоловіки | 12 324 | 2446        | 2052  | 3807  | 3127  | 871   | 21       |
| Жінки | 14 543 | 2278        | 2000  | 4274  | 4263  | 1628  | 100      |
| \| Статево-вікова піраміда \| Статево-вікова піраміда \| Статево-вікова піраміда \| \| ----------------------- \| ----------------------- \| ----------------------- \| \| Чоловіки \| Вік \| Жінки \| \| 21 \| 85 + \| 100 \| \| 35 \| 80-84 \| 137 \| \| 128 \| 75-79 \| 315 \| \| 279 \| 70-74 \| 540 \| \| 429 \| 65-69 \| 636 \| \| 885 \| 60-64 \| 1157 \| \| 536 \| 55-59 \| 788 \| \| 836 \| 50-54 \| 1180 \| \| 870 \| 45-49 \| 1138 \| \| 1006 \| 40-44 \| 1189 \| \| 925 \| 35-39 \| 1102 \| \| 889 \| 30-34 \| 995 \| \| 987 \| 25-29 \| 988 \| \| 955 \| 20-24 \| 943 \| \| 1097 \| 15-20 \| 1057 \| \| 1156 \| 10-14 \| 1037 \| \| 751 \| 5-9 \| 704 \| \| 539 \| 0-4 \| 537 \| |        |             |       |       |       |       |          |
| Статево-вікова піраміда |        |             |       |       |       |       |          |
| Чоловіки | Вік    | Жінки       |       |       |       |       |          |
| 21 | 85 +   | 100         |       |       |       |       |          |
| 35 | 80-84  | 137         |       |       |       |       |          |
| 128 | 75-79  | 315         |       |       |       |       |          |
| 279 | 70-74  | 540         |       |       |       |       |          |
| 429 | 65-69  | 636         |       |       |       |       |          |
| 885 | 60-64  | 1157        |       |       |       |       |          |
| 536 | 55-59  | 788         |       |       |       |       |          |
| 836 | 50-54  | 1180        |       |       |       |       |          |
| 870 | 45-49  | 1138        |       |       |       |       |          |
| 1006 | 40-44  | 1189        |       |       |       |       |          |
| 925 | 35-39  | 1102        |       |       |       |       |          |
| 889 | 30-34  | 995         |       |       |       |       |          |
| 987 | 25-29  | 988         |       |       |       |       |          |
| 955 | 20-24  | 943         |       |       |       |       |          |
| 1097 | 15-20  | 1057        |       |       |       |       |          |
| 1156 | 10-14  | 1037        |       |       |       |       |          |
| 751 | 5-9    | 704         |       |       |       |       |          |
| 539 | 0-4    | 537         |       |       |       |       |          |

Етномовний склад населених пунктів міськради (рідні мови населення за переписом 2001 р.)
|                           | російська | українська | кримськотатарська | білоруська | інша |
| Армянськ (міськрада)      | 78,52     | 16,90      | 2,91              | 0,18       | 1,49 |
| ------------------------- | --------- | ---------- | ----------------- | ---------- | ---- |
| м. Армянськ               | 80,59     | 16,70      | 1,72              | 0,17       | 0,81 |
| Суворовська сільська рада | 57,10     | 18,91      | 15,30             | 0,30       | 8,39 |

### Депутати
За результатами місцевих виборів 2010 року депутатами ради стали:

#### За суб'єктами висування
| Суб'єкт висування                 | Кількість обраних депутатів | %    |
| --------------------------------- | --------------------------- | ---- |
| Партія регіонів                   | 28                          | 77,8 |
| Комуністична партія України       | 5                           | 13,9 |
| Політична партія «Руська єдність» | 2                           | 5,6  |
| Політична партія «Сильна Україна» | 1                           | 2,8  |

#### За округами
| № округу                          | Прізвище, ім'я, по батькові        | Дата визнання обраним | Освіта             | Партійна приналежність                  | Відомості про обраного депутата                                            |
| --------------------------------- | ---------------------------------- | --------------------- | ------------------ | --------------------------------------- | -------------------------------------------------------------------------- |
| Комуністична партія України       |                                    |                       |                    |                                         |                                                                            |
| б/м                               | Пепа Артем Сергійович              | 02.11.2010            | вища               | член Комуністичної партії України       | тимчасово не працює                                                        |
| б/м                               | Пепа Тетяна Дмитрівна              | 02.11.2010            | середня            | член Комуністичної партії України       | пенсіонер                                                                  |
| 2                                 | Зайцева Тамара Павлівна            | 02.11.2010            | середня спеціальна | позапартійна                            | пенсіонер                                                                  |
| 3                                 | Дацюк Віталій Анатолійович         | 02.11.2010            | вища               | член Комуністичної партії України       | адвокат                                                                    |
| 18                                | Рожко Євгенія Іванівна             | 02.11.2010            | вища               | член Комуністичної партії України       | ДЮСШ м. Армянськ, інструктор-методист                                      |
| Партія регіонів                   |                                    |                       |                    |                                         |                                                                            |
| б/м                               | Догадов Андрій Борисович           | 02.11.2010            | вища               | член Партії регіонів                    | ЗАТ «Кримський Титан», комерційний директор                                |
| б/м                               | Нижник Ігор Іванович               | 02.11.2010            | вища               | член Партії регіонів                    | ЗАТ «Кримський Титан», керівник юридичного відділу                         |
| б/м                               | Гудзь Віталій Олександрович        | 02.11.2010            | вища               | член Партії регіонів                    | ВАТ"Крименерго", Армянський район електричних мереж, керівник              |
| б/м                               | Василенко В'ячеслав Іванович       | 02.11.2010            | вища               | член Партії регіонів                    | Армянська міська центральна лікарня, завідувач стоматологічної поліклініки |
| б/м                               | Савченко Людмила Іванівна          | 02.11.2010            | вища               | член Партії регіонів                    | навчально — виховний заклад «Школа — гімназия № 3», директор               |
| б/м                               | Андрєєва Людмила Дмитрівна         | 02.11.2010            | вища               | член Партії регіонів                    | Армянський міський відділ освіти, методист                                 |
| б/м                               | Петренко Емма Володимирівна        | 02.11.2010            | вища               | член Партії регіонів                    | центр дитячого та юнацького мистецтва, директор                            |
| б/м                               | Москаленко Наталія Миколаївна      | 02.11.2010            | вища               | член Партії регіонів                    | Армянська міська рада, секретарь                                           |
| б/м                               | Седов Дмитро Вікторович            | 02.11.2010            | вища               | член Партії регіонів                    | приватний підприємець                                                      |
| б/м                               | Мамаєва Діана Азатівна             | 02.11.2010            | вища               | член Партії регіонів                    | приватний підприємець                                                      |
| б/м                               | Дєдов Сергій Володимирович         | 02.11.2010            | вища               | член Партії регіонів                    | приватний підприємець                                                      |
| б/м                               | Виборова Олена Сергіївна           | 19.11.2010            | вища               | член Партії регіонів                    | Фірма «Ліберті», директор                                                  |
| б/м                               | Клєпче Олексій Валерійович         | 19.11.2010            | вища               | член Партії регіонів                    | ТОВ «Титан України», директор                                              |
| 1                                 | Казмирчук Людмила Миколаївна       | 02.11.2010            | вища               | член Партії регіонів                    | ЗАТ «Кримський ТИТАН», працівник господарчого цеху                         |
| 4                                 | Турчина Людмила Олександрівна      | 02.11.2010            | вища               | член Партії регіонів                    | Армянська філія Кримського гуманітарного університету, директор            |
| 5                                 | Козир Людмила Миколаївна           | 02.11.2010            | вища               | член Партії регіонів                    | Армянська загальноосвітня школа № 1, директор                              |
| 6                                 | Крутіков Віктор Олексійович        | 02.11.2010            | вища               | член Партії регіонів                    | ЗАТ «Кримський ТИТАН», керівник цеху КВПіА                                 |
| 7                                 | Федоровський Сергій Леонідович     | 02.11.2010            | вища               | член Партії регіонів                    | ЗАТ «Кримський ТИТАН», заступник технічного директора                      |
| 8                                 | Лупінов Володимир Олександрович    | 02.11.2010            | середня            | член Партії регіонів                    | міське комунальне підприємство теплових мереж, керівник                    |
| 9                                 | Теліженко Василь Анатолійович      | 02.11.2010            | вища               | член Партії регіонів                    | ТОВ «КомЕнерго-Армянськ», головний інженер                                 |
| 10                                | Кіляновський Антон Іванович        | 02.11.2010            | вища               | член Партії регіонів                    | ЗАТ «Кримський ТИТАН», керівник цеха води і каналізації                    |
| 11                                | Ванцовський Володимир Васильович   | 02.11.2010            | вища               | член Партії регіонів                    | ЗАТ «Кримський ТИТАН», керівник залізничного цеха                          |
| 12                                | Захаров Сергій Валентинович        | 02.11.2010            | вища               | член Партії регіонів                    | приватний підприємець                                                      |
| 13                                | Станіславський Петро Володимирович | 02.11.2010            | вища               | член Партії регіонів                    | ТОВ «КомЕнерго-Армянськ», керівник                                         |
| 14                                | Пекний Віталій Мойсейович          | 02.11.2010            | вища               | член Партії регіонів                    | ЗАТ «Кримський ТИТАН», начальник кошторисного відділу                      |
| 15                                | Петренко Віктор Анатолійович       | 02.11.2010            | вища               | член Партії регіонів                    | ЗАТ «Кримський ТИТАН», начальник АТЦ                                       |
| 16                                | Авдєєва Світлана Василівна         | 02.11.2010            | вища               | член Партії регіонів                    | Армянська міська центральна лікарня, завідувачка дитячої консультації      |
| 17                                | Петухов Анатолій Вікторович        | 02.11.2010            | вища               | член Партії регіонів                    | ЗАТ «Кримський ТИТАН», керівник господарчого цеха                          |
| Політична партія «Руська Єдність» |                                    |                       |                    |                                         |                                                                            |
| б/м                               | Варшавська Людмила Олександрівна   | 02.11.2010            | вища               | член Політичної партії «Руська Єдність» | історико-краєзнавчий музей, м. Армянськ, директор                          |
| б/м                               | Кошелєв Сергій Олександрович       | 02.11.2010            | вища               | позапартійний                           | приватний підприємець                                                      |
| Політична партія «Сильна Україна» |                                    |                       |                    |                                         |                                                                            |
| б/м                               | Соломаха Юрій Володимирович        | 02.11.2010            | вища               | член Політичної партії «Сильна Україна» | приватний підприємець                                                      |